# Маршалл (Міссурі)
Маршалл (англ. Marshall) — місто (англ. city) в США, в окрузі Салін штату Міссурі. Населення — 13 806 осіб (2020).

## Географія
Маршалл розташований за координатами 39°6′50″ пн. ш. 93°12′9″ зх. д. / 39.11389° пн. ш. 93.20250° зх. д. (39.113855, -93.202492).  За даними Бюро перепису населення США в 2010 році місто мало площу 26,61 км², з яких 26,46 км² — суходіл та 0,15 км² — водойми.

## Демографія
Згідно з переписом 2010 року, у місті мешкало 13 065 осіб у 4741 домогосподарстві у складі 2946 родин. Густота населення становила 491 особа/км².  Було 5276 помешкань (198/км²).
Расовий склад населення:
| - 79,2 % — білих - 7,8 % — чорних або афроамериканців - 1,2 % — вихідців з тихоокеанських островів - 0,7 % — азіатів - 0,4 % — корінних американців - 7,7 % — осіб інших рас |

До двох чи більше рас належало 3,0 %. Частка іспаномовних становила 13,2 % від усіх жителів.
За віковим діапазоном населення розподілялося таким чином: 23,8 % — особи молодші 18 років, 62,0 % — особи у віці 18—64 років, 14,2 % — особи у віці 65 років та старші. Медіана віку мешканця становила 32,9 року. На 100 осіб жіночої статі у місті припадало 96,7 чоловіків;  на 100 жінок у віці від 18 років та старших — 94,9 чоловіків також старших 18 років.
Середній дохід на одне домашнє господарство  становив 49 297 доларів США (медіана — 37 358), а середній дохід на одну сім'ю — 57 232 долари (медіана — 47 624). Медіана доходів становила 34 806 доларів для чоловіків та 27 119 доларів для жінок. За межею бідності перебувало 19,9 % осіб, у тому числі 30,8 % дітей у віці до 18 років та 13,0 % осіб у віці 65 років та старших.
Цивільне працевлаштоване населення становило 5987 осіб. Основні галузі зайнятості: освіта, охорона здоров'я та соціальна допомога — 33,0 %, виробництво — 17,2 %, роздрібна торгівля — 12,0 %, мистецтво, розваги та відпочинок — 7,7 %.

## Відомі люди
- Джакарра Вінчестер (нар. 1992) — американська борчиня вільного стилю, чемпіонка світу.
- Нобл Джонсон (1881—1978) — афро-американський актор і кінопродюсер.